# Ө̄
Ө̄ ө̄`(帶長音符的Oe；斜體：Ө̄ ө̄）是一個西里爾字母，用於涅吉達爾語、鄂羅克語、塞爾庫普語。